# Orsbach
Orsbach (Nederlands: Oorsbeek) is een dorp met ongeveer 600 inwoners in de Duitse stadsgemeente Aken, gelegen in het stadsdeel Laurensberg.

## Ligging, natuur en landschap
Orsbach ligt aan drie zijden door Nederlands gebied ingeklemd. Het ligt ten noorden van het Nederlandse (en Duitse) dorp Lemiers, ten zuiden van het Nederlandse dorp Bocholtz en op ongeveer zeven kilometer van het centrum van de stad Aken. Andere nabijgelegen kernen zijn Mamelis en Laurensberg.
Het dorp ligt op het Duitse deel van het Plateau van Bocholtz, steil aflopend naar de Nederlandse grens. Het Duitse deel maakt formeel deel uit van het Vaalser Hügelland en dus de Noord-Eifel.
Orsbach ligt op een hoogte van 200 meter. Naar het zuidwesten gaat het steil omlaag van 200 naar 140 meter, waar zich het dal van de Selzerbeek bevindt. Hier liggen hellingbossen, zoals het 21 ha grote Orsbacher Wald, waar zich een rijke plantengroei bevindt, waaronder eenbes, sleutelbloem, grote keverorchis, gele dovenetel, salie, agrimonie, salomonszegel en meerdere soorten orchideeën. In het noordwesten ligt, op Nederlands grondgebied, het Kolmonderbos.

## Geschiedenis
De eerste vermelding dateert volgens Gysseling uit 1219. Vanaf 1336 was Orsbach een van de zeven kwartieren van het Rijk van Aken, het gebied rondom de Vrije Rijksstad Aken. Begin 15e eeuw werd hier de Burcht Orsbach gebouwd, een van de acht verdedigingstorens en uitkijktorens. Vanaf de toren kon men de Oude Akerweg, de dieper gelegen verbindingsweg tussen Aken en Maastricht, overzien. De toren was bedoeld om de weg te bewaken en te communiceren met het stadscentrum via de Langer Turm, de hoogste toren van de Akense stadsmuur. Na de opheffing van het Rijk van Aken door de Fransen werd de toren buiten gebruik gesteld.
Vlak tegen de Duits-Nederlandse grens, tegen het natuurgebied Kolmonderbosch aan, lag eind 20e eeuw een nertsfarm, met 30.000 nertsen één der grootste van Duitsland. In 2011 werd deze geruimd. Eveneens in 2011 werd het Orsbacher weerstation (WMO-code: 10505) in gebruik genomen, een van de twaalf referentiestations van de Deutscher Wetterdienst (DWD).

## Bezienswaardigheden
- Burcht Orsbach, begin 15e eeuw, tot 1795 verdedigings- en uitzichttoren; na diverse bestemmingen in 1968 gerestaureerd en in gebruik als woonhuis
- Sint-Petruskerk, neogotisch bakstenen bouwwerk
- Enkele oude boerderijen en woonhuizen

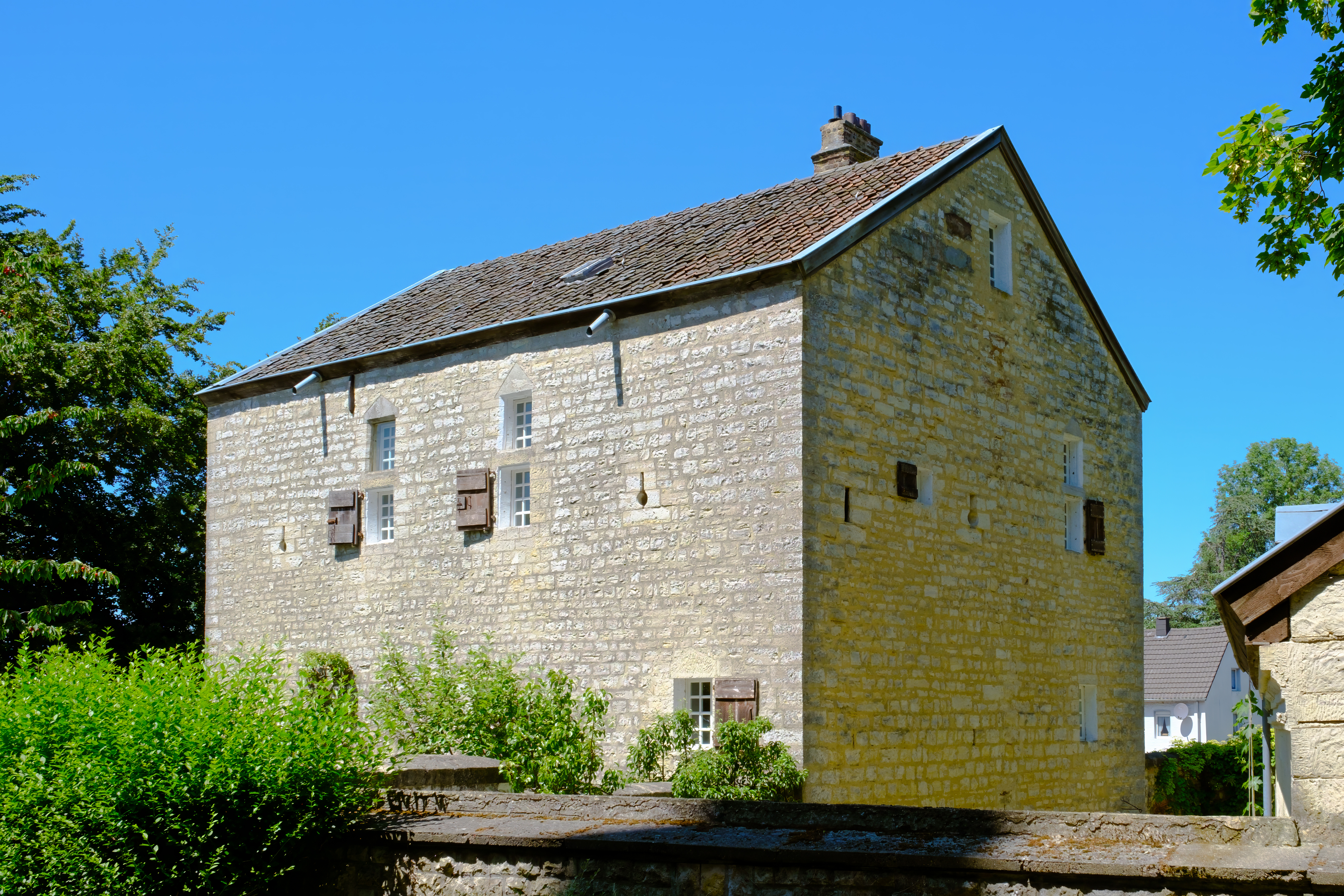
Burcht Orsbach
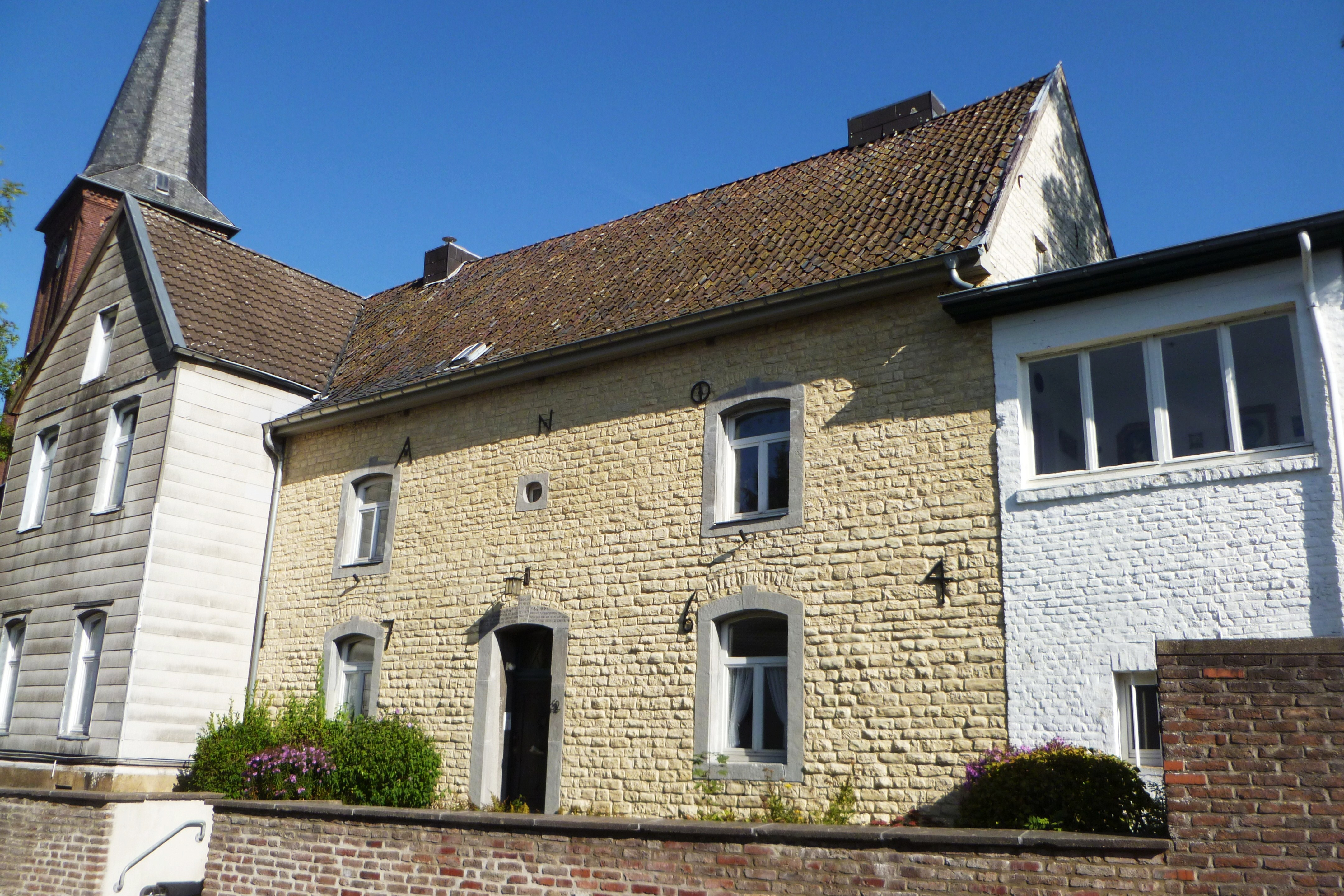
Kerk en Düserhofstrasse 52
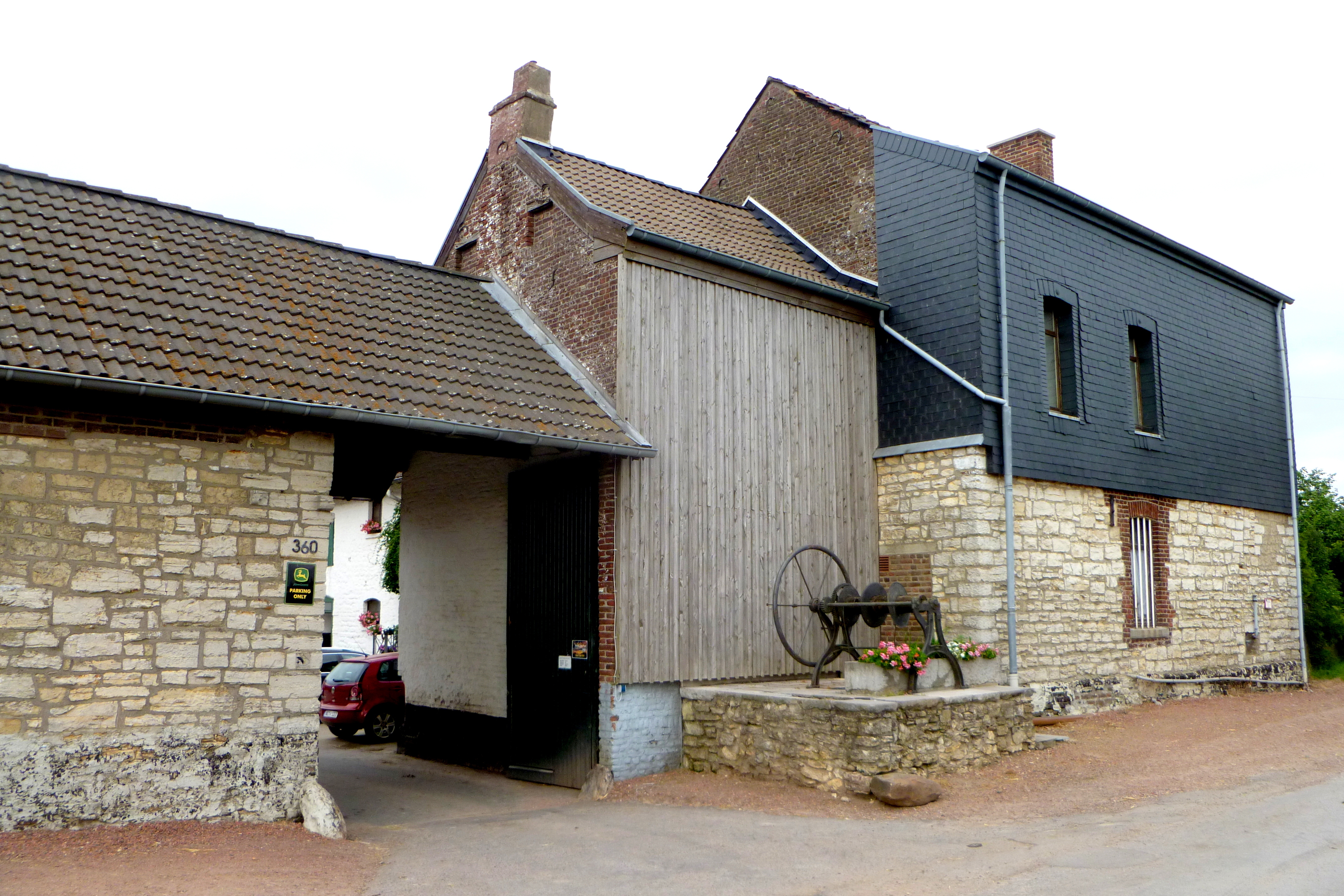
Schlangenweg 360
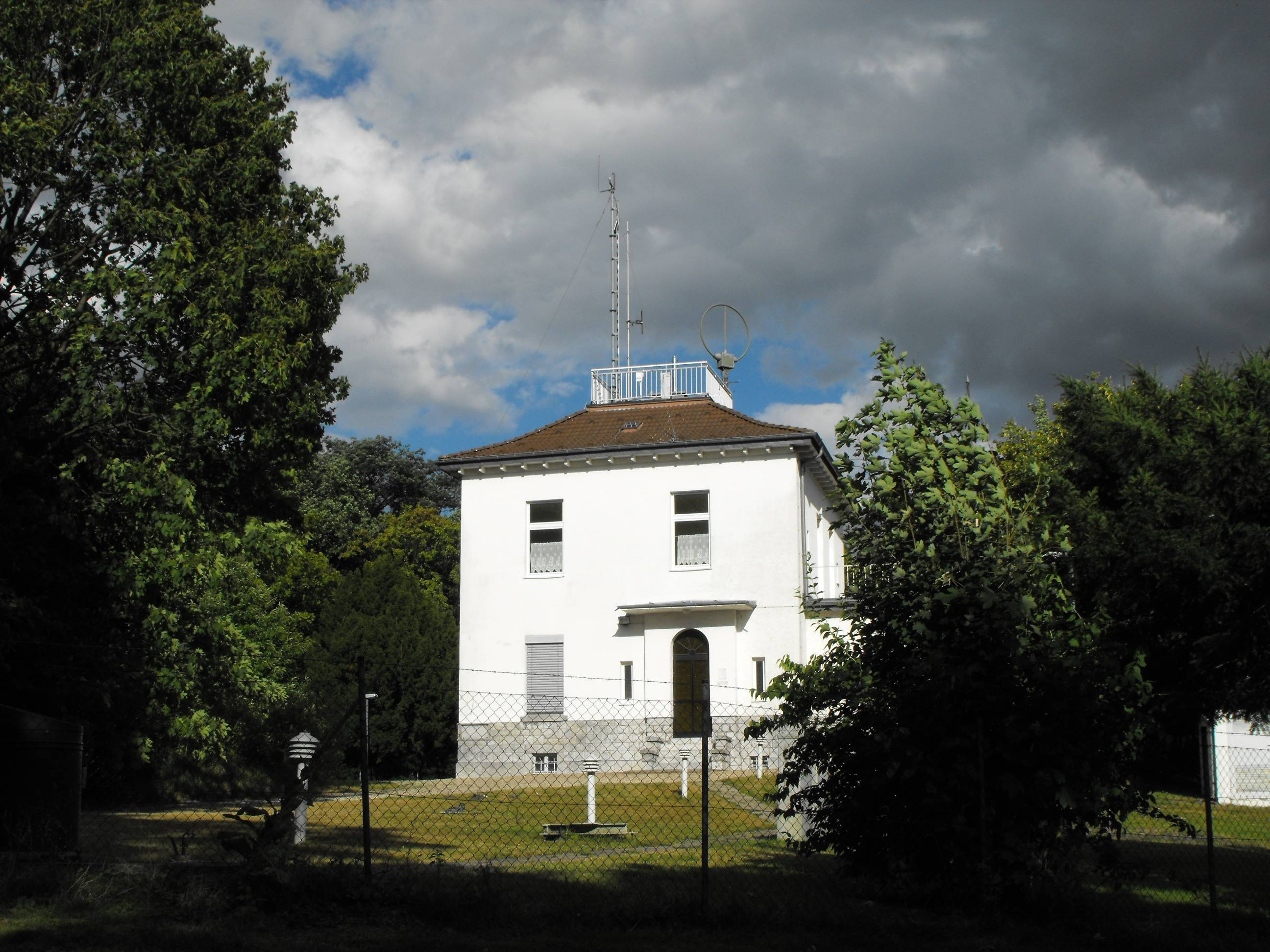
Weerstation Orsbach